# 燕岳
燕岳是位於日本长野县安昙野市的一座山，海拔2763米。它也是飛驒山脈的一部分。1934年12月4日被劃入中部山岳國立公園。燕岳後來又被列入日本二百名山以及新日本百名山。